# فرانکی هاوارد
فرانکی هاوارد (انگلیسی: Frankie Howerd; ۶ مارس ۱۹۱۷ – ۱۹ آوریل ۱۹۹۲) هنرپیشه و کمدین اهل انگلستان بود. وی بین سال‌های ۱۹۴۶ تا ۱۹۹۲ میلادی فعالیت می‌کرد.
از فیلم‌ها یا برنامه‌های تلویزیونی که وی در آن نقش داشته است می‌توان به قاتلین پیرزن، گروه کلوپ بی‌کسان گروهبان فلفل، و بانوی خوشگذران اشاره کرد.

## مرگ
هاورد که در طول سفر کریسمس به آمازون در سال ۱۹۹۱ به ویروس مبتلا شد، در ابتدای آوریل ۱۹۹۲ دچار مشکلات تنفسی شد و به کلینیکی در خیابان هارلی لندن منتقل شد، اما در عید پاک مرخص شد. او دو هفته بعد، در صبح روز ۱۹ آوریل ۱۹۹۲، در سن ۷۵ سالگی به زمین افتاد و بر اثر نارسایی قلبی درگذشت. دو ساعت قبل از مرگش، در حال صحبت با تهیه‌کننده تلویزیونی خود در تلفن در مورد ایده‌های جدید برای برنامه بعدی خود بود.